# Waimes
Waimes (in vallone Waime, in tedesco Weismes) è un comune di lingua francese situato nella regione della Vallonia. Fa parte dell'Arrondissement di Verviers, nell'est della provincia di Liegi. Nel comune è presente una minoranza di lingua tedesca.

## Geografia
In maggioranza francofono, il comune offre uno status particolare alla componente tedesca. Infatti, fa parte del cantoni orientali, annessi al Belgio nel 1919 a seguito del trattato di Versailles. Al 1º gennaio 2005, il comune conta 6 670 abitanti per una superficie di 97,10 km².
Il fiume Warche scorre in questo comune e alimenta a Robertville un lago artificiale che fornisce acqua potabile ed elettricità. Il comune è percorso inoltre a sud dal fiume Amblève. A nord, il fiume Roer (Rur in tedesco) nasce dalle Alte Fagne per gettarsi nella Mosa a Roermond, nei Paesi Bassi.
Il Signal di Botrange, che culmina a 694 metri è il punto più alto dell'intero Belgio. Il Castello di Reinhardstein, a strapiombo sul fiume, è il più alto di tutto il Belgio per altitudine. Il comune è diviso in tre abitati: Faymonville, Robertville e Waimes.